# Рогожарски СИМ-VIII
СИМ - VIII је југословенски авион спортско туристички двоседи, једномоторни висококрилац који је произведен 1931. године у југословенској фабрици авиона Икарус из Земуна и Рогожарски из Београда.

## Пројектовање и развој
Авион СИМ-VIII је пројектовао инжењер Сима Милутиновић крајем 1930. године. Први пробни лет је обављен 1931. год. Авион је био висококрилни једнокрилац (парасол) са једним мотором Сименс 110 KS, дрвеном двокраком елисом, са два члана посаде који су седели један иза другог. Авион је намењен цивилној употреби тј. обуци спортских пилота, демонстрационим и туристичким летовима. На авиону СИМ-VIII је примењено неколико нових конструктивних решења чији је циљ да поједностави и појефтини производњу авиона без нарушавања летних карактеристика.

## Технички опис
Авион је претежно дрвене конструкције са чворовима од челика. Труп је у целости израђен од дрвета обложен шпером а крила су носећа конструкција од дрвета пресвучена платном. Крила су средње дебелог профила са заобљеним крајевима. Са сваке стране, крила су подупрта са паром косих упорница од челичних цеви, које су се ослањале на труп авиона. Резервоар за бензин се налазио у средишњем делу између крила тј. на њиховом споју. Кормила су израђена од заварених челичних цеви. Стајни трап је био фиксан потпуно направљен од челичних цеви одликовао се великом чврстоћом што је омогућавало авиону слетање на веома неравне терене.

## Оперативно коришћење
Авион СИМ-VIII је произведен у 3 примерка u фабрици Рогожарски 1931. године који су били у власништву Аероклуба која га је користио за пропагандне летове и обуку спортских пилота. Авиони су регистровани под цивилним ознакама YU–PBC, YU–PBD и YU–PCI. Први од побројаних авиона је летео све до 1937. године када је повучен из употребе а за друга два нема података највероватније да су била коришћена до почетка рата. Поред ових у фабрици Икарус из Земуна су у току 1933. године произведена 2 примерка авиона СИМ-VIII они се не налазе у цивилном регистру авиона највероватније да су произведени за потребе ВВ. За овај авион је везан један велики успех. Наиме, 19. јула 1932. године је у Варшави одржан међународни аеро-митинг на коме је посада са овим авионом освојила прво место.

## Земље које су користиле овај авион
- Југославија: